# Journal of Molecular Histology
Journal of Molecular Histology is een internationaal, aan collegiale toetsing onderworpen wetenschappelijk tijdschrift op het gebied van de celbiologie. De naam wordt in literatuurverwijzingen meestal afgekort tot J. Mol. Histol. Het wordt uitgegeven door Springer Science+Business Media en verschijnt 6 keer per jaar.